# Tavastia cristacauda
Tavastia cristacauda is een muggensoort uit de familie van de dansmuggen (Chironomidae). De wetenschappelijke naam van de soort is voor het eerst geldig gepubliceerd in 1992 door Saether.